# Charlie Mariano
Carmine Ugo "Charlie" Mariano (12. november 1923 i Boston Massachusetts USA – 16. juni 2009 i Köln Tyskland)
var en amerikansk altsaxofonist af italienske aner.
Mariano der nok er mest kendt for sit samarbejde med Charles Mingus, kom frem med Stan Kenton´s big band i 1950´erne. Han har også spillet med Toshiko Akiyoshi(hans tidligere kone) i hendes big band, og Elvin Jones, Chico Hamilton og Eberhard Weber. Mariano flyttede i 1970´erne til Tyskland, nærmere Köln, hvor han spillede med en del europæiske jazzmusikere såsom Philip Catherine, Eberhard Weber, Jasper Van´t Hoff og Alex Riel.
Mariano som også spiller på det indiske træblæserinstrument Nadaswaram, har spillet og indspillet en del verdensmusik med etniske musikere, hvor han flittigt har brugt dette instrument. 
Han har lavet en række plader i eget navn som leder.

## Udvalgt diskografi

### i eget navn
- Octet
- Boston Allstars
- Charlie Mariano Quartet
- The Toshiko – Mariano Quartet
- Folk Soul
- Mirror
- Reflections
- Charlie Mariano & Karnataka College of Percussion
- Plum Island

### som sideman
- The Balck Saint And The Sinner Lady – Charles Mingus
- Mingus Mingus Mingus Mingus Mingus – Charles Mingus
- Dear John C – Elvin Jones
- The Further Adventures of el Chico – Chico Hamilton
- Yellow Fields – Eberhard Weber
- Silent Feet – Eberhard Weber
- Little Movements – Eberhard Weber
- Live At Stars – Alex Riel
- Fellowship – Theo Jörgensmann
- Blues & Ballads – Benjamin Koppel, Alex Riel, Jacob Karlzon, Jesper Lundgaard, Charlie Mariano (Cowbell Music)